# Pal de bucle tancat

En teoria de sistemes, els pols de llaç tancat són les posicions dels pols (o valors propis) d'una funció de transferència de llaç tancat en el pla s. La funció de transferència de bucle obert és igual al producte de tots els blocs de funció de transferència del camí cap endavant al diagrama de blocs. La funció de transferència de bucle tancat s'obté dividint la funció de transferència de bucle obert per la suma d'un i el producte de tots els blocs de funció de transferència al llarg del bucle de retroalimentació negativa. La funció de transferència de bucle tancat també es pot obtenir mitjançant manipulació algebraica o de diagrames de blocs. Un cop obtinguda la funció de transferència de llaç tancat per al sistema, els pols de llaç tancat s'obtenen resolent l'equació característica. L'equació característica no és més que posar a zero el denominador de la funció de transferència de bucle tancat.
En la teoria del control hi ha dos mètodes principals per analitzar els sistemes de retroalimentació: el mètode de la funció de transferència (o domini de la freqüència) i el mètode de l'espai d'estats. Quan s'utilitza el mètode de la funció de transferència, l'atenció se centra en les ubicacions del pla s on la funció de transferència no està definida (els pols ) o zero (els zeros; vegeu Zeros i pols). Dues funcions de transferència diferents són d'interès per al dissenyador. Si els llaços de realimentació del sistema estan oberts (que s'impedeix que funcionin) es parla de la funció de transferència de llaç obert, mentre que si els llaços de realimentació funcionen normalment es parla de la funció de transferència de llaç tancat. Per obtenir més informació sobre la relació entre tots dos, vegeu root-locus.

### Pols de bucle tancat en la teoria del control
La resposta d'un sistema lineal invariant en el temps a qualsevol entrada es pot derivar de la seva resposta d'impuls i resposta de pas. Els valors propis del sistema determinen completament la resposta natural (resposta no forçada). En la teoria del control, la resposta a qualsevol entrada és una combinació d'una resposta transitòria i una resposta en estat estacionari. Per tant, un paràmetre de disseny crucial és la ubicació dels valors propis, o pols de bucle tancat.
En el disseny del lloc arrel, el guany K normalment es parametritza. Cada punt del lloc geogràfic satisfà la condició d'angle i la condició de magnitud i correspon a un valor diferent de K. Per als sistemes de retroalimentació negativa, els pols de llaç tancat es mouen al llarg del lloc arrel des dels pols de llaç obert als zeros de llaç obert a mesura que augmenta el guany. Per aquest motiu, l'arrel-locus s'utilitza sovint per al disseny de control proporcional, és a dir, aquells per als quals {\displaystyle {\textbf {G}}_{c}=K}.

### Trobar pals de llaç tancat
Cal pensar en un sistema de retroalimentació senzill amb controlador {\displaystyle {\textbf {G}}_{c}=K}, planta {\displaystyle {\textbf {G}}(s)} i funció de transferència {\displaystyle {\textbf {H}}(s)} en el camí de retroalimentació. Tingueu en compte que un sistema de retroalimentació d'unitat té {\displaystyle {\textbf {H}}(s)=1} i s'omet el bloc. Per a aquest sistema, la funció de transferència de bucle obert és el producte dels blocs del camí cap endavant, {\displaystyle {\textbf {G}}_{c}{\textbf {G}}=K{\textbf {G}}}. El producte dels blocs al voltant de tot el bucle tancat és {\displaystyle {\textbf {G}}_{c}{\textbf {G}}{\textbf {H}}=K{\textbf {G}}{\textbf {H}}}. Per tant, la funció de transferència de bucle tancat és
{\displaystyle {\textbf {T}}(s)={\frac {K{\textbf {G}}}{1+K{\textbf {G}}{\textbf {H}}}}.}
Els pols de llaç tancat, o valors propis, s'obtenen resolent l'equació característica {\displaystyle {1+K{\textbf {G}}{\textbf {H}}}=0}. En general, la solució serà n nombres complexos on n és l'ordre del polinomi característic.